# Domingo Pino
Domingo Segundo Pino Aravena (* 10. März 1922 in Cauquenes; † 2. Dezember 1986) war ein chilenischer Fußballspieler. Der Außenverteidiger wurde mit CSD Colo-Colo chilenischer Meister 1947 und absolvierte ein Länderspiel für Chile.

## Vereinskarriere
Domingo Pino spielte bis 1940 bei Independiente de Cauquenes und wechselte dann in die Primera División zum Hauptstadtklub CD Magallanes. Dort wurde er 1943 zum Stammspieler. 1946 ging Pino zum CSD Colo-Colo, bei dem er seine Karriere 1949 beendete. Mit den Albos gewann Pino die Meisterschaft 1947.

## Nationalmannschaft
Domingo Pino debütierte unter Luis Tirado für die Nationalmannschaft beim Campeonato Sudamericano 1946. Bei der Auftaktpartie gegen Uruguay wurde Pino vom brasilianischen Schiedsrichter Mário Silveira Vianna des Feldes verwiesen. Die 0:1-Niederlage blieb das einzige Länderspiel Pinos. La Roja beendete das Turnier mit zwei Siegen und drei Niederlagen als fünfte der sechs teilnehmenden Nationen.

## Erfolge
Colo-Colo
- Chilenischer Meister: 1947